# Great Bend (Kansas)
Great Bend es una ciudad ubicada en el de condado de Barton en el estado estadounidense de Kansas. En el año 2010 tenía una población de 15995 habitantes y una densidad poblacional de 575,36 personas por km².

## Geografía

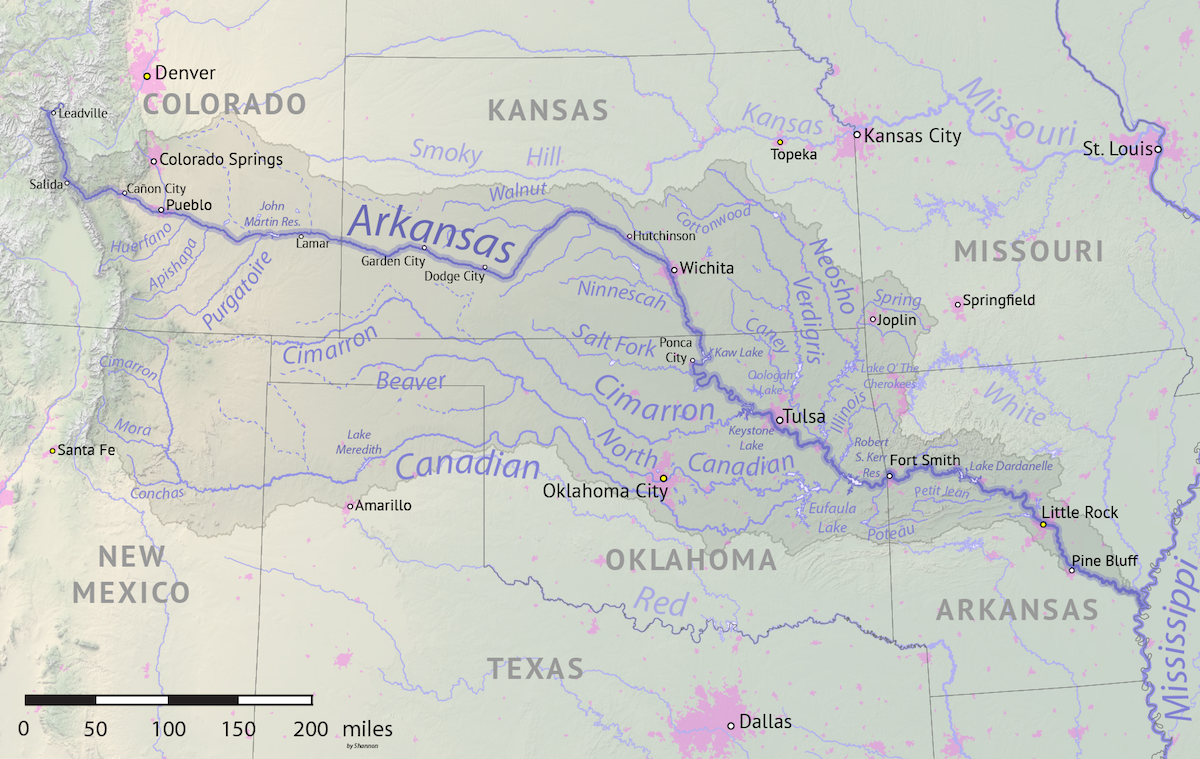
Mapa del río Arkansas en el que aparece —en su curso medio— Great Bend

Great Bend se encuentra ubicada en las coordenadas 38°21′58″N 99°46′41″O / 38.36611, -99.77806 (38.366111, -98.778056), sobre el curso medio del río Arkansas, un afluente del Misisipi.

## Demografía
Según la Oficina del Censo en 2000 los ingresos medios por hogar en la localidad eran de $30,841 y los ingresos medios por familia eran $38,708. Los hombres tenían unos ingresos medios de $29,339 frente a los $19,647 para las mujeres. La renta per cápita para la localidad era de $17,085. Alrededor del 15.2% de la población estaban por debajo del umbral de pobreza.